# ヒルタスヘラヅノカブト
ヒルタスヘラヅノカブト（Heterogomphus hirtus）は、カブトムシ亜科アメリカヒサシオオカブト属の昆虫の種。
甲虫王者ムシキングでヒルトゥスヘラヅノカブト（Flat Horned Beetle）とされたため、この名称でも知られている。この他、1999年に愛媛県総合科学博物館が行った企画展でケブカアラメヘラヅノカブトムシの名称が用いられた例がある。
ベネズエラ、エクアドル、ボリビア、ペルーに分布している。